# 八王子市立横川中学校
八王子市立横川中学校（はちおうじしりつ よこかわちゅうがっこう）は、東京都八王子市横川町にある公立中学校。
2022年現在、学級数6、生徒数190人、教職員数31人である。

## 沿革
- 1980年（昭和55年）4月1日 -  元八王子中学校を母体として 八王子市立横川中学校として開校。
- 1994年（平成6年）1月12日 - パソコン教室完成。
- 2011年（平成23年）10月31日 - 校舎・体育館耐震補強工事完成。

## 著名な出身者
- 上村知輝（プロ野球選手）